# Paracotalpa ursina
Paracotalpa ursina is een keversoort uit de familie bladsprietkevers (Scarabaeidae). De wetenschappelijke naam van de soort is voor het eerst geldig gepubliceerd in 1867 door G.Horn.